# Код переробки

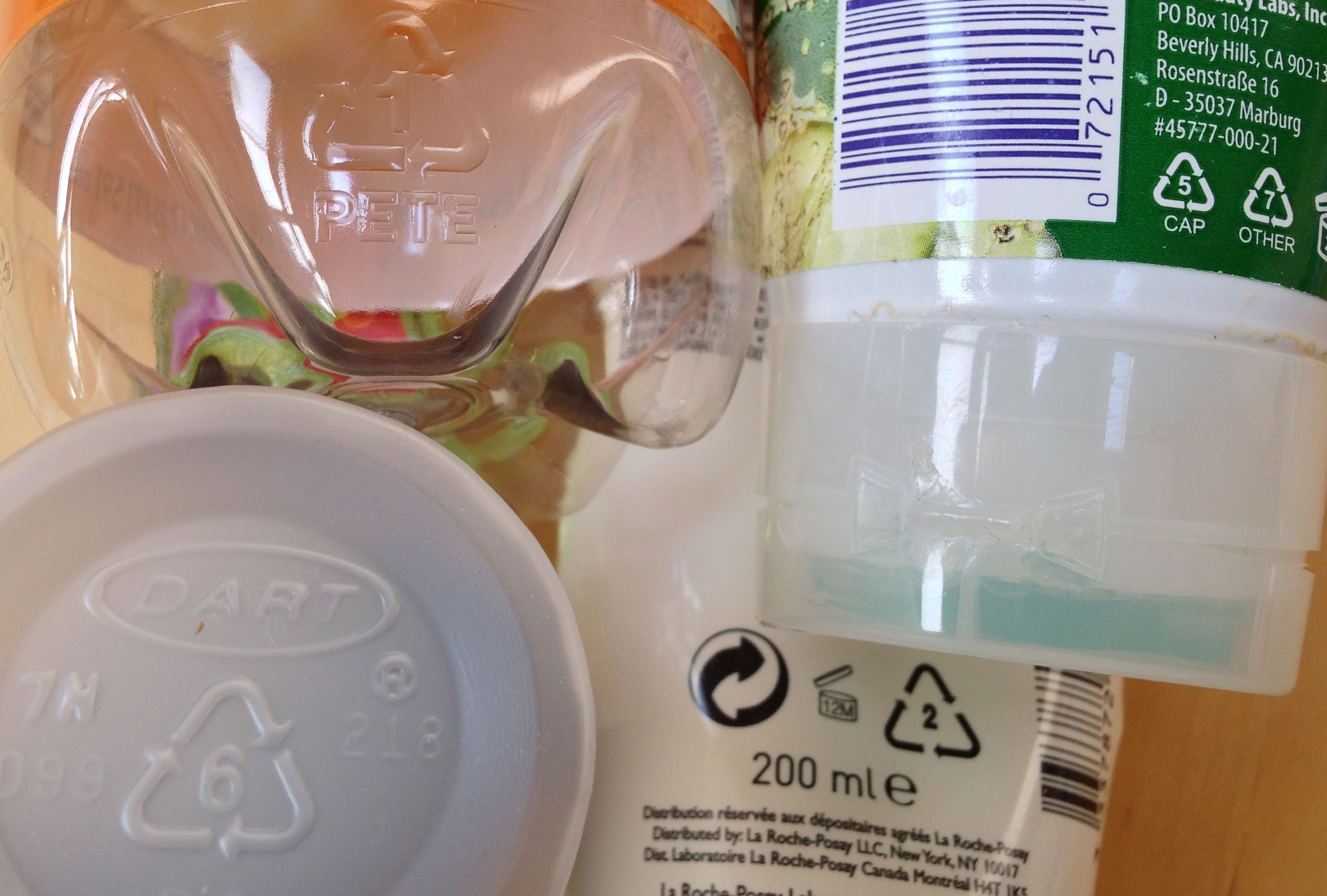
Коди переробки на різних типах пластику

Коди переробки (англ. Recycling codes) — універсальні знаки для ідентифікації матеріалу, з якого виготовлений предмет чи елемент, для забезпечення сортування відходів для вторинної переробки або вторинного використання. Такі символи використовуються міжнародно та визначені для батарей, акумуляторів, біоматерії (органічного матеріалу), скла, металів, паперу та пластика.
Деякі країни мають більш деталізовану систему з більшою кількістю кодів переробки. Наприклад, китайська система ідентифікації полімерів має сім різних класифікацій пластику, п'ять різних символів для шляхів переробки після споживання та 140 ідентифікаційних кодів. Відсутність системи кодів у деяких країнах спонукала тих, хто виготовляє власні пластикові вироби, таких як RepRap та інших користувачів 3-D принтерів, прийняти добровільний код переробки, заснований на більш комплексній китайській системі.

## Пластики
Для вторинної переробки пластику застосовуються коди ідентифікації смоли.
| Символ | Ідентифікатор матеріалу (ISO 1043) | Назва пластику                                                                                           | Виготовлені предмети та матеріали | Безпечність використання                                                                             | Переробність                                                                        |
| ------ | ---------------------------------- | --- | --- | --- | ----------------------------------------------------------------------------------- |
|        | #1 PET(E)                          | Поліетилентерефталат (ПЕТ, поліестер, дакрон, майлар, лавсан)                                            | М'які пляшки для безалкогольних напоїв: води, соків (PET-пляшки), блістерні упакування, оббивка, кіно-, фото-, аеро- і рентгенплівки. Поліестерові волокна.             | Небезпечні для харчового використання при тривалому контакті, потраплянні світла, нагріванні         | Спалювання недопустиме: при горінні утворюються отруйні гази. Переробка ПЕТ-пляшок. |
|        | #2 PEHD або HDPE                   | Поліетилен високої щільності                                                                             | Пластикові пляшки (напр., для молочної продукції), пластикові пакети, напівжорстке пакування, фляги, сміттєві баки, імітація дерева, водо- та газопровідні труби, фляг. | Вважається безпечними для харчового використання.                                                    | Підлягає вторинній переробці .                                                      |
|        | #3 PVC, PCW (ПВХ)                  | Полівінілхлорид (ПВХ)                                                                                    | Пляшки для хімікатів, мийних засобів, віконні рами, жалюзі, покриття для підлоги, труби, садові меблі, презервативи для людей з алергією на латекс.                     | Потенційно небезпечний для харчового використання: може містити діоксини, бісфенол А, ртуть, кадмій. | Практично не переробляється. При спалюванні може виділяти в повітря діоксини.       |
|        | #4 PELD (LDPE)                     | Поліетилен низької щільності                                                                             | Пластикові пакети, мішки для сміття, пляшки з-під мила, асептична упаковка, плівка, відра, пластикові туби, брезенти, гнучкі ємності.                                   | Вважається безпечними для харчового використання.                                                    | Підлягає вторинній переробці.                                                       |
|        | #5 PP                              | Поліпропілен                                                                                             | Більшість харчової тари тривалого використання, іграшки, бампери, внутрішня оббивка автосалонів, промислові волокна                                                     | Вважається безпечними для харчового використання.                                                    | Підлягає вторинній переробці, але тонкостінну тару можуть не приймати.              |
|        | #6 PS                              | Полістирен (Полістирол)                                                                                  | Пакування харчових продуктів, столового приладдя і посуду, іграшки, квіткові горщики, відеокасети, попільнички, коробки CD, плити теплоізоляції будівель                | Потенційно небезпечний, особливо при горінні: містить стирол                                         | Переробці підлягає лише пінополістирол (полістирольний пінопласт).                  |
|        | #7 O(ther) (Інше)                  | Всі інші пластики, котрі не можуть бути включені в попередні групи. Переважно полікарбонат. Поліуретани. | Полікарбонат: тверді прозорі вироби | Полікарбонат не токсичний для середовища, але може містити бісфенол А                                | Зазвичай не піддається переробці; підлягає спалюванню.                              |
|        | #9 і #ABS                          | Акрилонітрил бутадієн стиролу                                                                            | Корпуси моніторів і телевізорів, кавоварки, стільникові телефони, більшість комп'ютерного пластику                                                                      | |                                                                                     |

## Батареїіакумулятори
| Символ | Ідентифікатор матеріалу (ISO 1043) | Назва батареї, акумулятора        | Виготовлені предмети та матеріали |
| ------ | ---------------------------------- | --------------------------------- | --------------------------------- |
|        | #8 Lead                            | Свинцево-кислотний акумулятор     |                                   |
|        | #9 або #19 Alkaline                | Лужна батарея                     |                                   |
|        | #10 NiCD                           | Нікель-кадмієвий акумулятор       |                                   |
|        | #11 NiMH                           | Нікель-метал-гідридний акумулятор |                                   |
|        | #12 Li                             | Літієва батарея                   |                                   |
|        | #13 SO(Z)                          | Срібло-цинковий акумулятор        |                                   |
|        | #14 CZ                             | Марганцево-цинкова батарея        |                                   |

## Папір
| Символ | Ідентифікатор матеріалу (ISO 1043) | Назва типу паперової продукції | Виготовлені предмети та матеріали                                                   |
| ------ | ---------------------------------- | ------------------------------ | ----------------------------------------------------------------------------------- |
|        | #20 PAP (PCB)                      | Картон гофрований              | Коробки від побутової техніки, різні види гофроящиків                               |
|        | #21 PAP                            | Інші види картону              | Упаковка з картону без гофрованого шару, різноманітний картон для творчості, і т.д. |
|        | #22 PAP                            | Папір                          | Журнали та газети, конверти, паперові пакети, папір для друку і т.д.                |
|        | #23 PBD (PPB)                      | Поліграфічний картон           | Листівки, обкладинки книг                                                           |

## Метали
| Символ | Ідентифікатор матеріалу (ISO 1043) | Назва металу | Виготовлені предмети та матеріали |
| ------ | ---------------------------------- | ------------ | --------------------------------- |
|        | #40 FE                             | Сталь        |                                   |
|        | #41 ALU                            | Алюміній     |                                   |

## Біоматерії / органічний матеріал
| Символ | Ідентифікатор матеріалу (ISO 1043) | Назва типу біоматерії | Виготовлені предмети та матеріали                      |
| ------ | ---------------------------------- | --------------------- | ------------------------------------------------------ |
|        | #50 FOR, NW                        | Деревина              |                                                        |
|        | #51 FOR                            | Корок                 | Корки для пляшок, килимки, поплавки, будівельна пробка |
|        | #60 COT                            | Бавовна               |                                                        |
|        | #61 TEX                            | Джутове волокно       |                                                        |
|        | #62-69 TEX                         | Інший текстиль        |                                                        |

## Скло
| Символ | Ідентифікатор матеріалу (ISO 1043) | Назва типу скла                                     | Виготовлені предмети та матеріали                                                              |
| ------ | ---------------------------------- | --------------------------------------------------- | ---------------------------------------------------------------------------------------------- |
|        | #70 GLS                            | Склотара з різних типів скла, змішане скло          |                                                                                                |
|        | #71 GLS                            | Прозоре скло                                        |                                                                                                |
|        | #72 GLS                            | Зелене скло (пляшкове)                              |                                                                                                |
|        | #73 GLS                            | Пляшкове скло (темно-коричневе) — Dark Sort Glass   |                                                                                                |
|        | #74 GLS                            | Пляшкове скло (світло-коричневе) — Light Sort Glass |                                                                                                |
|        | #75 GLS                            | Скло з малим вмістом свинцю                         | Скло в сучасних телевізорах та електронних приладах (скло дисплеїв високого класу електроніки) |
|        | #76 GLS                            | Кришталь                                            | Скло в старих телевізорах, попільнички                                                         |
|        | #77 GLS                            | Скло, покрите міддю                                 | Електроніка, Годинники                                                                         |
|        | #78 GLS                            | Скло, покрите сріблом                               | Дзеркала, посуд для сервірування столу                                                         |
|        | #79 GLS                            | Позолочене скло                                     | Посуд для сервірування столу                                                                   |

## Композиційні матеріали
До змішаних матеріалів відносяться матеріали з двох і більше складників. Їх переробка ускладнена. 
| Символ | Ідентифікатор матеріалу (ISO 1043) | Назва матеріалу                                  | Виготовлені предмети та матеріали |
| ------ | ---------------------------------- | ------------------------------------------------ | --- |
|        | #11                                | Матеріали, які складаються з пластика і алюмінію | Антистатичні пакети (англ. ESD bags)                                                                                                   |
|        | #81 PapPe                          | Папір + пластик                                  | Споживча тара, ПЕТ-мішки для продуктів, продуктові магазинні холодні сумки, контейнери для морозива, картонні банки, одноразовий посуд |
|        | #84 PapAl                          | Папір + алюміній                                 | Контейнери для рідин, коробки для соків, картонні банки, вкладиші пачок сигарет, фантики, тубуси феєрверків                            |
|        | #87 Card-stock Laminate            | Біорозкладний пластик                            | Закладки, візитки, листівки / реклама                                                                                                  |
|        | #90                                | Матеріали, які складаються з пластика і алюмінію | Пакування зубних паст, розчинної кави                                                                                                  |